# Oliver Plunkett

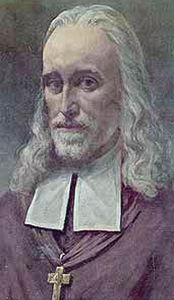
Hl. Oliver Plunkett

Oliver Plunkett (irisch Oilibhéar Pluincéid, * 1. November 1625 oder 1629 in Loughcrew im County Meath; † 1. Julijul. / 11. Juli 1681greg. in London) war Erzbischof von Armagh und Primas von Irland. Er gilt als Märtyrer des Katholizismus zur Zeit der Katholikenverfolgung unter Karl II. 1975 wurde er heiliggesprochen.

## Leben und Wirkung
Oliver Plunkett war der Sohn einer adligen irischen Familie. Er studierte in Rom und wurde dort 1654 zum Priester geweiht. Ab 1657 lehrte er zwölf Jahre lang Theologie an der Kongregation für die Verbreitung des Glaubens. Am 21. Januar 1669 wurde Plunkett zum Erzbischof von Armagh und zum Primas von Irland erhoben, zu einer Zeit, als es nur zwei Bischöfe in Irland gab. 1670 kehrte er nach Irland zurück. Nach der Lockerung der Gesetze gegen Katholiken, der zufolge diese ihre Gottesdienste wieder öffentlich feiern durften, gründete Plunkett in Drogheda eine von Jesuiten geführte katholische Schule, die 1671 bereits 150 Schüler hatte.
Die 1672 wieder verschärften Gesetze gegen Katholiken zwangen die meisten kirchlichen Würdenträger, das Land zu verlassen, es wurden Kopfprämien auf Priester und Bischöfe ausgesetzt. Erzbischof Plunkett blieb jedoch im Land und ging in den Untergrund. In den folgenden vier Jahren spendete er 48.000 Menschen die Firmung, oft in so genannten Penal Churches oder in der freien Natur.
Am 6. Dezember 1679 wurde Plunkett in der Nähe von Dublin unter dem Vorwand der Papisten-Verschwörung festgenommen, des Hochverrats angeklagt, nach London überführt und in einem Prozess zum Tode verurteilt. Auszug aus dem Urteil:
Und darum sollt Ihr von hier bis zu dem Platz von dem Ihr kamt, Newgate, zurückkehren. Von dort sollt Ihr (zwei Meilen mit dem Schlitten) durch die Stadt London bis nach Tyburn geschleift werden; dort werdet Ihr am Hals gehenkt, jedoch vom Seil abgeschnitten, bevor Ihr tot seid, eure Eingeweide herausgeschnitten und diese vor Euch verbrannt. Anschließend sollt Ihr enthauptet und Euer Körper in vier Teile geteilt werden, über welche verfügt wird, wie es Seiner Majestät beliebt. Der Herr sei Eurer Seele gnädig.

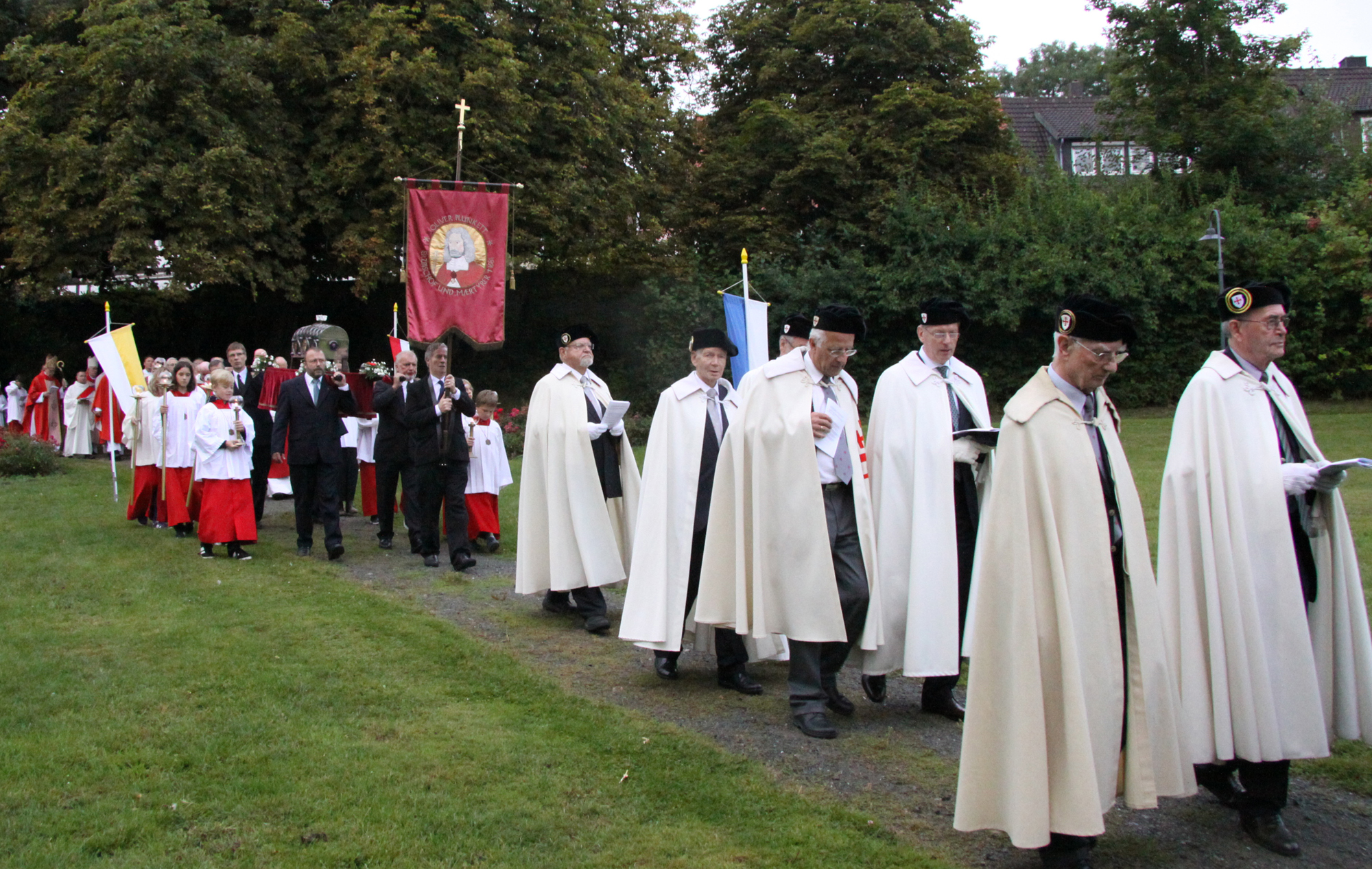
Oliver-Prozession mit dem Primas von Irland Kardinal Brady und dem Bischof von Hildesheim Norbert Trelle in Lamspringe, 31. August 2013

Plunkett starb am 1. Julijul. / 11. Juli 1681greg. am Galgen von Tyburn. Seine sterbliche Überreste wurden zunächst auf dem St.-Giles-Friedhof beerdigt, später jedoch wurden seine Reliquien an verschiedenen Orten verwahrt. Plunketts früherer Freund Maurus Corker, der Abt des Klosters Lamspringe, ließ seine Gebeine 1683 nach Lamspringe überführen, wo ein Teil bis heute in einem Reliquienschrein verwahrt und alljährlich mit Festgottesdienst und Prozession verehrt wird. Ein anderer Teil wurde 1881 von Lamspringe nach Downside Abbey gebracht. Sein Haupt, heute in der Saint Peter’s Church in Drogheda verwahrt, ist Ziel zahlreicher Wallfahrten. Der Fürbitte des Heiligen werden Wunder zugeschrieben.

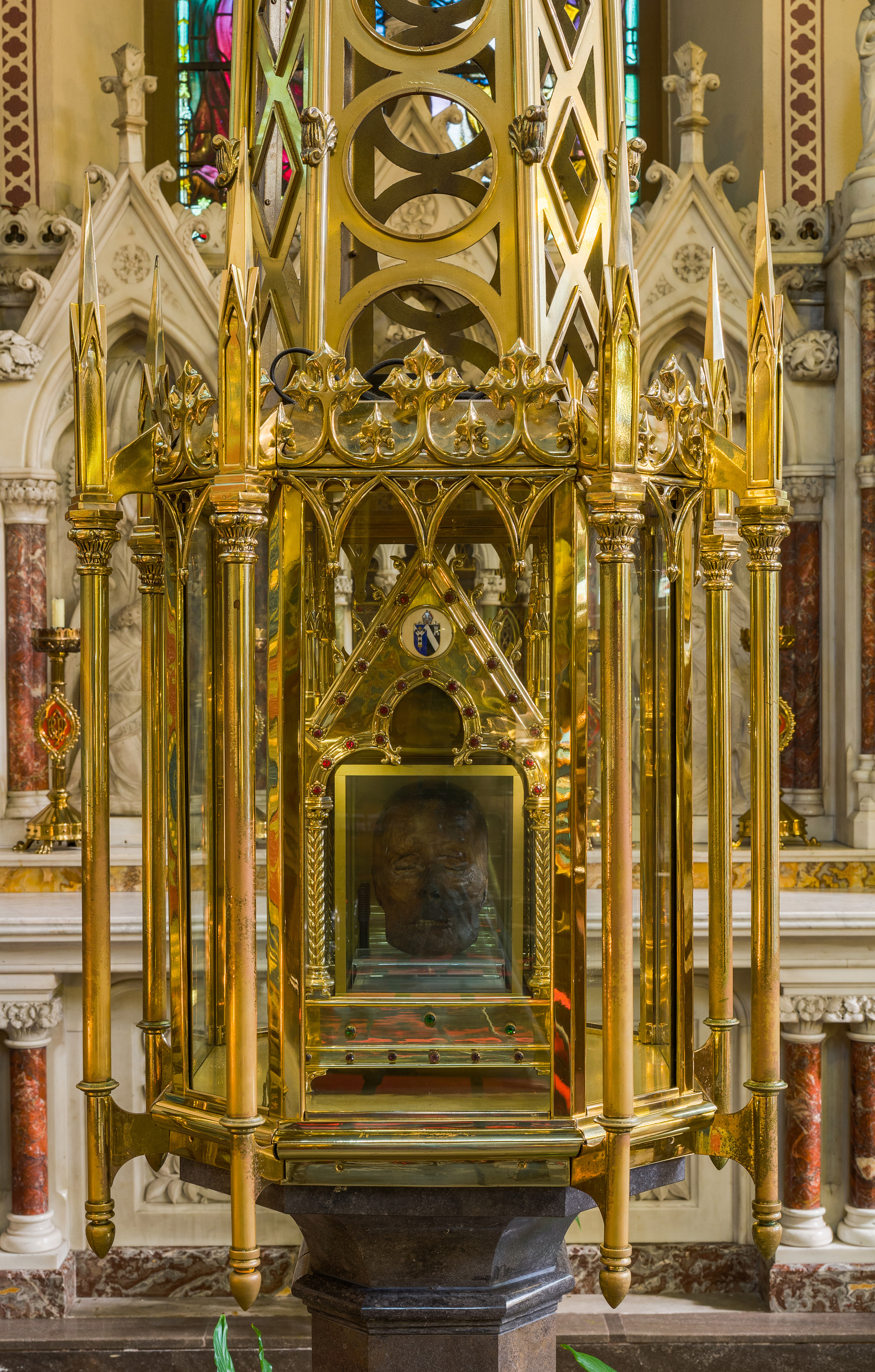
Haupt des hl. Oliver Plunkett in der St Peter’s Church, Drogheda

1910 gründete sich in Dublin die Oliver Plunkett Union, eine Priestervereinigung aus irischen Schülern und Studenten des Päpstlichen Irischen Kollegs.
1920 wurde Oliver Plunkett von der katholischen Kirche seliggesprochen; Papst Paul VI. sprach ihn 1975 heilig. Sein Todestag, der 1. Juli des seinerzeit in England noch geltenden julianischen Kalenders, fiel 1681 auf den 11. Juli des seit 1582 in allen katholischen Ländern geltenden gregorianischen Kalenders. Da dieses Datum auf das Fest des heiligen Benedikt fällt, ist als Olivers liturgischer Gedenktag der 10. Juli festgelegt.